# بوب مغربي
البوب المغربي هو نوع جديد من جيل الموسيقى المغربية يمزج بين الإيقاعات المغربية التقليدية والأخرى الغربية الحديثة. ويعد أقرب نوع موسيقي لآذان الشباب العربي خاصة المتأثرون بالغرب. كان سعد المجرد من بين الأوائل اللذين وضعوا أسس وأبرزوا معالم هذا الجيل الجديد من الموسيقى المغربية. حيث حمل مشعل هذا الفن في العالم العربي، من خلال أغنية لمعلم سنة 2015 التي كانت سببا من أسباب انتشار هذا النوع الجديد من الفن الموسيقي في العالم العربي. 

## قائمة ببعض مغني البوب المغاربة
- سعد لمجرد
- الدوزي
- أحمد شوقي (مغني)
- حاتم عمور
- أحمد سلطان
- سميرة سعيد

## وصلات خارجية
- هل تراجعت الأذواق الموسيقية للمغاربة في الآونة الأخيرة؟
- الأغنية المغربيَّة من الانغلاق للانفتاح